# Kaossara Sani
Kaossara Sani is een Togolees klimaatactiviste. Ze is oprichter van Africa Optimism en mede-oprichter van de Act on Sahel Movemement.

## Activisme
Kaossara Sai woont samen met haar moeder en twee jongere broers in Lomé. Ze is arm noch rijk maar heeft een goede opleiding gehad en volgens haar is onderwijs de sleutel tot alles. Onderwijs is het enige wapen om klimaatverandering tegen te gaan en het bestrijden van klimaatverandering, honger en onrecht in de wereld is de grote missie van Sani.
Sani richtte Africa Optimism op dat als doelstelling heeft het promoten van vrede en klimaatoplossingen door middel van onderwijs door onder andere het inrichten van schoolbibliotheken, het toegankelijk maken van boeken en het promoten van lezen aan jongeren, vooral in landelijke gebieden. Ze is tevens mede-oprichter van de Act on Sahel Movemement die als doelstelling heeft de boeren in de Sahel, de meest kwetsbare regio in Afrika en in de wereld, te helpen zich aan te passen aan de klimaatverandering door hen zaden en toegang tot proper water te geven. Sani zegt daarover:
"I can't change the world, but I can make the change I want to see in the world."
Ze schreef een open brief over rechtvaardigheid en herstel van klimaatverandering aan COP26-voorzitter Alok Sharma, waarin ze streeft naar klimaatrechtvaardigheid voor de 46 minst ontwikkelde landen (least developed countries). Ze roept ook rijke landen op om de groeiende schuldenlast van de minst ontwikkelde landen op te heffen, klimaatfinanciering en technische ondersteuning te bieden en hen te compenseren voor de vernietiging van hun ecosystemen. Kaossara is van mening dat Afrika het minst bijdraagt aan klimaatverandering en toch het meest wordt getroffen.
Koassara Sani stelde:
"Rich supremacy is killing the planet. Every silence and inaction in rich and industrialised countries for climate is a crime against nature, humanity and a threat to social justice in poor countries."— Greenpeace